# Verfassungsreferendum über die gleichgeschlechtliche Ehe in der Slowakei 2015

Wappen der Slowakei

Am 7. Februar 2015 fand in der Slowakei ein Referendum über das Verbot der gleichgeschlechtlichen Ehe statt. Kritiker argumentierten, dass das Referendum von religiösen und erzkonservativen Organisationen initiiert wurde, um eine Ausweitung der Rechte gleichgeschlechtlicher Paare zu verhindern.
Obwohl die konservativen Gruppen die Unterstützung von Papst Franziskus erhielten und 110.000 Euro für die Kampagne ausgaben, scheiterte das Referendum aufgrund einer niedrigen Wahlbeteiligung von 21,4 %; nötig gewesen wären 50 %.

## Hintergrund
Am 4. Juni 2014 verabschiedete das slowakische Parlament ein verfassungsrechtliches Verbot der gleichgeschlechtlichen Ehe. Im Dezember 2013 hatte die konservative Organisation „Allianz für die Familie“ eine Unterschriftensammlung gestartet, um ein verfassungsrechtliches Verbot von gleichgeschlechtlichen Ehen, Adoptionen durch gleichgeschlechtliche Paare und eingetragenen Partnerschaften durchzusetzen und die Möglichkeit zu schaffen, dass Eltern ihre Kinder vom Sexualkundeunterricht befreien können. Sie erreichte im August 2014 die nötigen 400.000 Unterschriften und übergab diese an den Präsidenten Andrej Kiska, der sie ans Verfassungsgericht weiterleitete, um sie auf ihre Verfassungsmäßigkeit überprüfen zu lassen. Das Gericht entschied, dass eine Abstimmung über das Verbot von eingetragenen Partnerschaften für gleichgeschlechtliche Paare verfassungswidrig sei; die restlichen Fragen seien verfassungskonform. Am 27. November 2014 legte der Präsident den 7. Februar 2015 als Abstimmungstermin fest.

## Fragen
Das Referendum beinhaltete die folgenden drei Fragen:
1. Ist die Ehe nur eine Verbindung zwischen Mann und Frau?
2. Sind Sie für das Verbot von Adoptionen durch gleichgeschlechtliche Paare?
3. Dürfen Eltern die Teilnahme ihrer Kinder am Sexualkundeunterricht verweigern?

## Kampagne
Befürworter des Referendums bemühten sich vorwiegend in Kirchen, Menschen zu ermutigen, am Referendum teilzunehmen, und die slowakische Bischofskonferenz sammelte Spenden für die Kampagne. 62 % der Slowaken sind Katholiken, und obwohl weniger als 40 % regelmäßig am Gottesdienst teilnehmen, beschreibt Reuters die Slowakei als „oberflächlich gesehen eines der religiösesten Länder in Europa“.
Die Abstimmung kostete mehr als 6,3 Millionen Euro; konservative Gruppen gaben rund 110.000 Euro für Werbung aus. Die christlich-konservative Aktivismus-Plattform CitizenGo, die von Brian S. Brown, dem amerikanischen Gründer der National Organization for Marriage, geleitet wird, unterstützte das Referendum.
LGBT-Gruppen in der Slowakei, die kleiner und weniger organisiert sind als ihre Gegner, ermutigten die Menschen, überhaupt nicht wählen zu gehen, aus Angst, dass der Anteil von „Nein“-Wählern die Wahlbeteiligung auf über 50 % ansteigen lassen könnte.

## Ergebnisse
Aufgrund der niedrigen Wahlbeteiligung wurde das Referendum für ungültig erklärt, da sich nur 21,4 % der Wähler an der Abstimmung beteiligt hatten, was weit unter dem erforderlichen Mindestquorum von 50 % liegt.
| Frage                                             | Ja      | Ja    | Nein    | Nein | Ungültig | Abgegebene Stimmen | Stimmberechtigte | Wahlbeteiligung |
| Frage                                             | Stimmen | %     | Stimmen | %    | Ungültig | Abgegebene Stimmen | Stimmberechtigte | Wahlbeteiligung |
| ------------------------------------------------- | ------- | ----- | ------- | ---- | -------- | ------------------ | ---------------- | --------------- |
| Frage 1 – Ehe                                     | 892,719 | 94.50 | 39,088  | 4.13 | 12,867   | 944,674            | 4,411,529        | 21,41 %         |
| Frage 2 – Adoption                                | 873,224 | 92.43 | 52,389  | 5.54 | 19,061   | 944,674            | 4,411,529        | 21,41 %         |
| Frage 3 – Sexualkundeunterricht                   | 853,241 | 90.32 | 69,349  | 7.34 | 22,084   | 944,674            | 4,411,529        | 21,41 %         |
| Source: Statistical Office of the Slovak Republic |         |       |         |      |          |                    |                  |                 |